# キャットアイマーカー
キャットアイマーカーとは、株式会社キャットアイが製造・販売する視線誘導マーカー（縁石鋲）の商標である。
歩車道境界上の縁石ブロックの補助専用として、エポキシ系接着剤で縁石上部に固定される。特殊アクリル樹脂で作られ、黄色または白色の再帰反射板（リフレクター）を備える。
夜間にヘッドライトの光をドライバーへ向けて反射するという特性から、街灯が少なく縁石など構造物の把握が困難な場所や、明るくても歩道乗り上げなどの事故や歩道進入を防止するために設置される。また、LEDで自ら発光するルミナス・アイ Mityもある。他社類似製品にセーフアイがある。
なお、路面に設置される反射器のある道路鋲は一般にキャッツアイ、センターライン上や導流帯上などに設置されるものはチャッターバーと呼ばれる。また、日本では再帰反射板そのものをキャッツアイと呼ぶ。